# Волков, Григорий Иванович (инженер)
Григорий Иванович Волков (1909—1962) — советский инженер, лауреат Сталинской премии (1950).

## Биография
Родился в 1909 году в Херсоне. В годовалом возрасте лишился матери, воспитывался в детском доме.
Окончил вечернее отделение Среднеазиатского института механизации (годы учёбы 1926—1932). В 1932 году начал работать на заводе Ташсельмаш, сначала в должности мастера участка, затем начальником цеха. В 1935 году был командирован в США для оценки опыта американских производителей сельхозтехники и наработки собственных решений в создании хлопкоуборочных машин.
В 1937 году подвергался репрессиям в связи с контактами с зарубежными коллегами. Реабилитирован.
В 1941—1944 — главный инженер завода «Ташсельмаш». Завод во время войны выпускал минометные мины и реактивные снаряды для «Катюш». В 1942 году подвергался репрессиям в связи со сложностями в отладке производства боеприпасов эвакуированных предприятий. Реабилитирован. Награждён первым Орденом Ленина. В 1944 году — заместитель заведующего промышленным отделом ЦК КП(б) Узбекистана, курировал только что созданное ГСКБ по хлопкоуборке.
В 1948 году была создана СХМ-48 — первая советская навесная вертикально-шпиндельная однорядная хлопкоуборочная машина. В 1950 с группой коллег был удостоен Сталинской премии первой степени.
С 1956 года начальник Главного управления механизации и электрификации Министерства сельского хозяйства СССР. В 1957 году был командирован в США для обмена опытом и наработке новых перспективных решений в области сельхозмашиностроения. Возглавлял советскую делегацию в группе по механизации сельского хозяйства Европейской экономической комиссии ООН. С 1952 года — начальник Главного управления механизации и электрификации МСХ СССР, директор ВИМа. С 1960 — заместитель председателя Всесоюзного объединения «Союзсельхозтехника».
Похоронен на Новодевичьем кладбище.

## Научные труды
Публикации:
- Сельскохозяйственная техника в США [Текст] : Состояние и тенденции развития. — Москва : Машгиз, 1963. — 315 с., 1 л. схем. : ил.; 27 см.
- Машины для комплексной механизации уборки хлопка [Текст] / Г. И. Волков, лауреат Сталинской премии и М. В. Сабликов. — Москва : Машгиз, 1951. — 192 с. : ил.; 23 см. — (Работы, удостоенные Сталинской премии).
- Организация машинной уборки хлопка [Текст] / Г. И. Волков, лауреат Сталинской премии, И. С. Давыдов, В. М. Френкин. — Ташкент : Госиздат УзССР, 1952. — 140 с. : ил.; 20 см.
- Механизация хлопководства и задачи машиностроительной промышленности Узбекистана [Текст] / К. Н. Бедринцев, Г. И. Волков ; Акад. наук Узб. ССР. Ин-т экономики. — Ташкент : Изд-во Акад. наук УзССР, 1952. — 99 с. : ил.; 20 см.

## Награды
Сталинская премия (1950) — за создание конструкции и освоение производства хлопкоуборочной машины (СХМ-48).
Награждён орденами Ленина, Трудового Красного Знамени, Отечественной войны II степени, Красной Звезды, «Знак Почета» и медалями.

## Семья
Сын — Волков Борис Григорьевич (1933—1992) — инженер-механик, кандидат технических наук, зам. директора ВНИИ с.-х. машиностроения.